# John Bell Blish

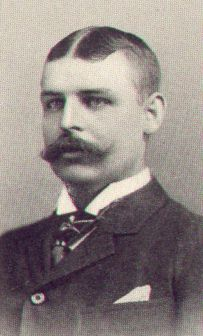
John Bell Blish

John Bell Blish (* 8. September 1860 in Seymour, Indiana; † 22. Dezember 1921 in Washington, D.C.) war ein US-amerikanischer Marineoffizier und Waffenkonstrukteur, der hauptsächlich durch den nach ihm benannten Blish-Verschluss bekannt war.

## Leben
John Bell Blish war eines der fünf Kinder des Ehepaares John Hedding Blish (1821–1886) und Sarah Ewing Blish, geb. Shields, (1835–1896).
Blish war Erster Offizier (Executive Officer) auf den Kriegsschiffen Niagara und Vicksburg der United States Navy während des Spanisch-Amerikanischen Krieges 1898. Er ging im Jahr 1919 mit dem Dienstgrad eines Fregattenkapitäns (Commander) in den Ruhestand.
Blish war verheiratet mit Ida Benson Blish, geb. Gurney, (1886–1960), sie hatten drei Kinder.
John Bell Blish wurde auf dem Nationalfriedhof Arlington beerdigt.

## Wirken
Blish ließ das Verschlusssystem am 9. März 1915 auf den Namen des Waffenproduzenten Auto-Ordnance Corporation patentieren und erhielt dafür Anteile an der Firma. Unter der Leitung von John T. Thompson wurde die Waffe zur Serienreife entwickelt und von der Colt’s Patent Firearms Manufacturing Company 1921/1922 in 15 000 Exemplaren als Thompson Model 1921 Maschinenpistole mit einem Blish-Verschluss hergestellt. Diese Waffen hatten eine Schusskadenz von 800 Schuss/Min, da die US-Navy diese Kadenz als zu hoch einstufte wurde zum Vermindern das Gewicht des Steuerstückes erhöht (Bild) was die Kadenz auf 600 Schuss/Min. absenkte.
Blish erfand auch die Blish Sounding Tube, ein Rohr zum Messen der Wassertiefe, und das Blish-Prisma (Blish prism), ein Anbauteil für Sextanten.
1943 taufte die US-Navy Blish zu Ehren ein Kriegsschiff auf den Namen USS John Blish.

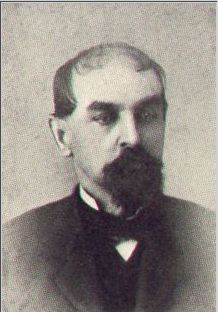
Vater John Hedding Blish
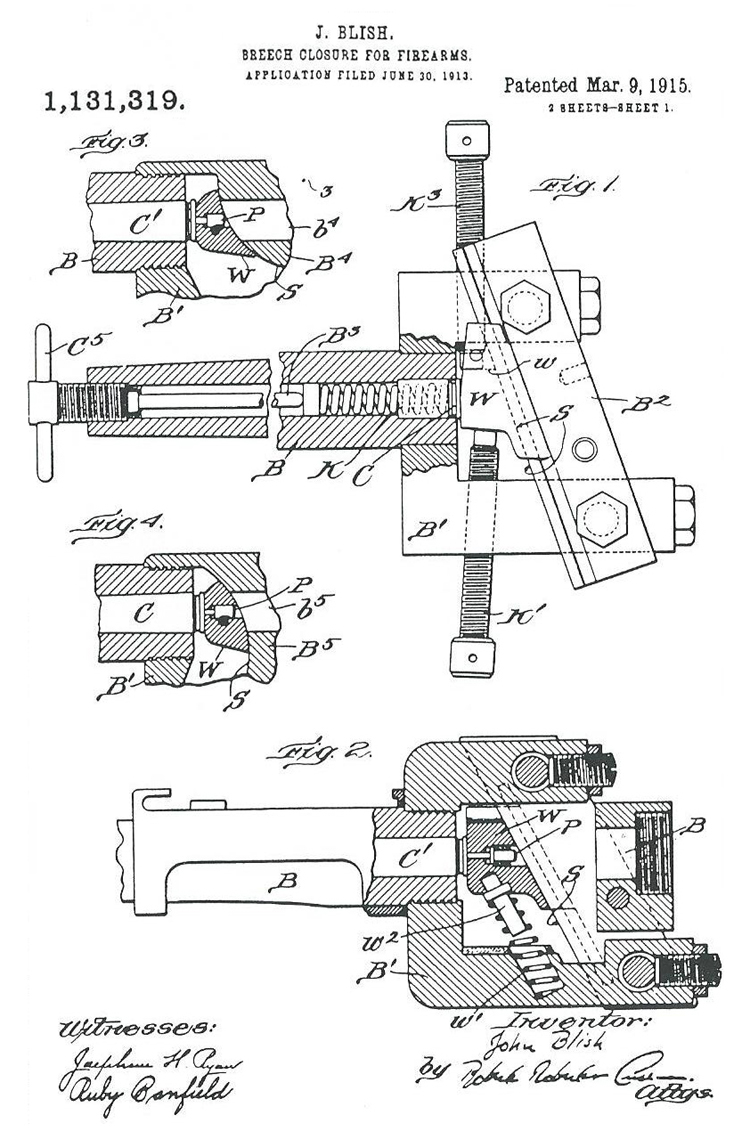
Patent-Zeichnung des Blish-Verschlusses
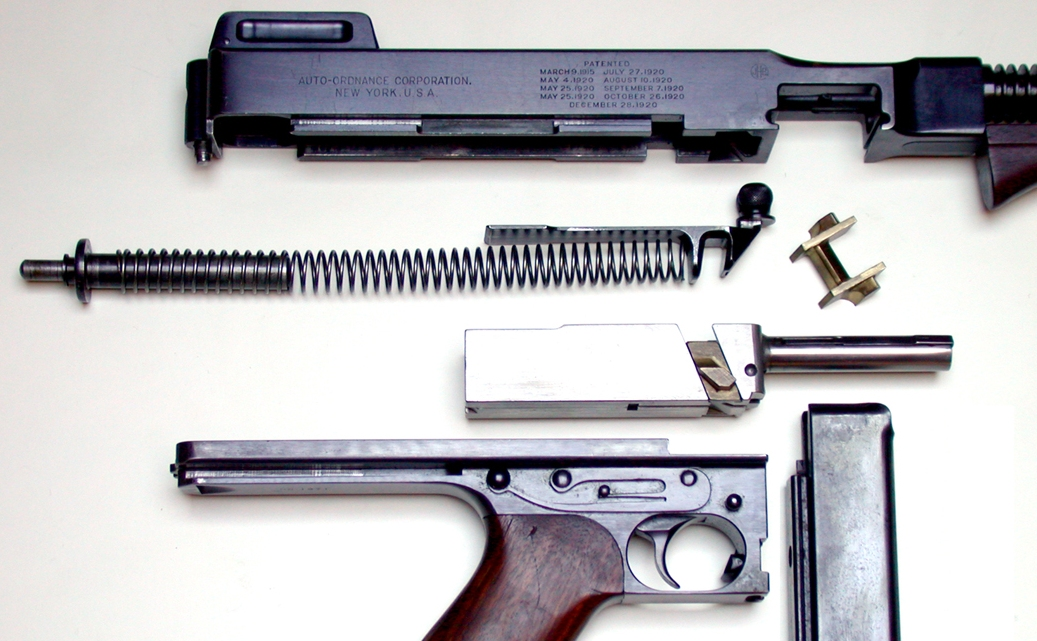
Thompson Mod 1921, leichtes Steuerstück
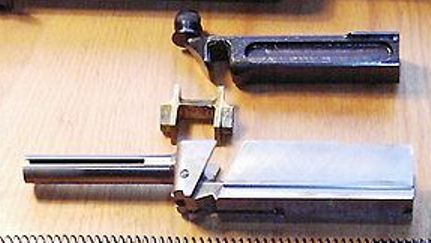
Thompson Mod 1928, schweres Steuerstück